# HC Wageningen
De Wageningsche Mixed Hockey Club, ook WMHC,  is een hockeyclub uit het Nederlandse Wageningen.
De WMHC is opgericht op 21 september 1927. Na op diverse locaties gehockeyd te hebben is de WMHC in 1970 op sportpark de Bongerd gekomen. In 1980 werd het eerste kunstgrasveld aangelegd.
In 2001 werd het oude clubhuis vervangen door een nieuw clubhuis met terras dat uitzicht biedt over veld 1. In 2004 werd een derde kunstgrasveld gerealiseerd, waarna in 2010 er groen licht werd gegeven voor de aanleg van een vierde veld, dat inmiddels gerealiseerd is. Ook werd de toplaag van veld 2 in dat jaar vervangen en aangepast, zodat een semi-waterveld ontstond. 
Na de ombouwing van het hoofdveld bij het clubhuis tot een volledig waterveld in 2016 beschikt de club Inmiddels over 1 waterveld, 2 semi-watervelden (met daaronder een foamlaag) en een zandveld. Ook werd in 2016 een miniveld aangelegd waarop in de winter de eigen zaalhockey-tent geplaatst kan worden.
Onder de senioren bevinden zich veel studenten van de Wageningse universiteit. In het seizoen 2019/20 speelde eerste damesteam in de Overgangsklasse, de heren in de Tweede klasse.